# Louis II de Montpensier
Pour les articles homonymes, voir Louis II.
Louis II de Bourbon, né en 1483 et mort à Naples en 1501, fut comte de Montpensier et dauphin d'Auvergne et comte de Clermont.
Il était fils de Gilbert, comte de Montpensier, de Clermont et dauphin d'Auvergne, et de Claire de Gonzague.
Il prit part à la troisième guerre d'Italie en 1501 et participa aux prises de Merillano et de Capoue. Il mourut peu après.
Il ne se maria pas et n'eut pas d'enfant.